# Hipoteza rzadkiej Ziemi

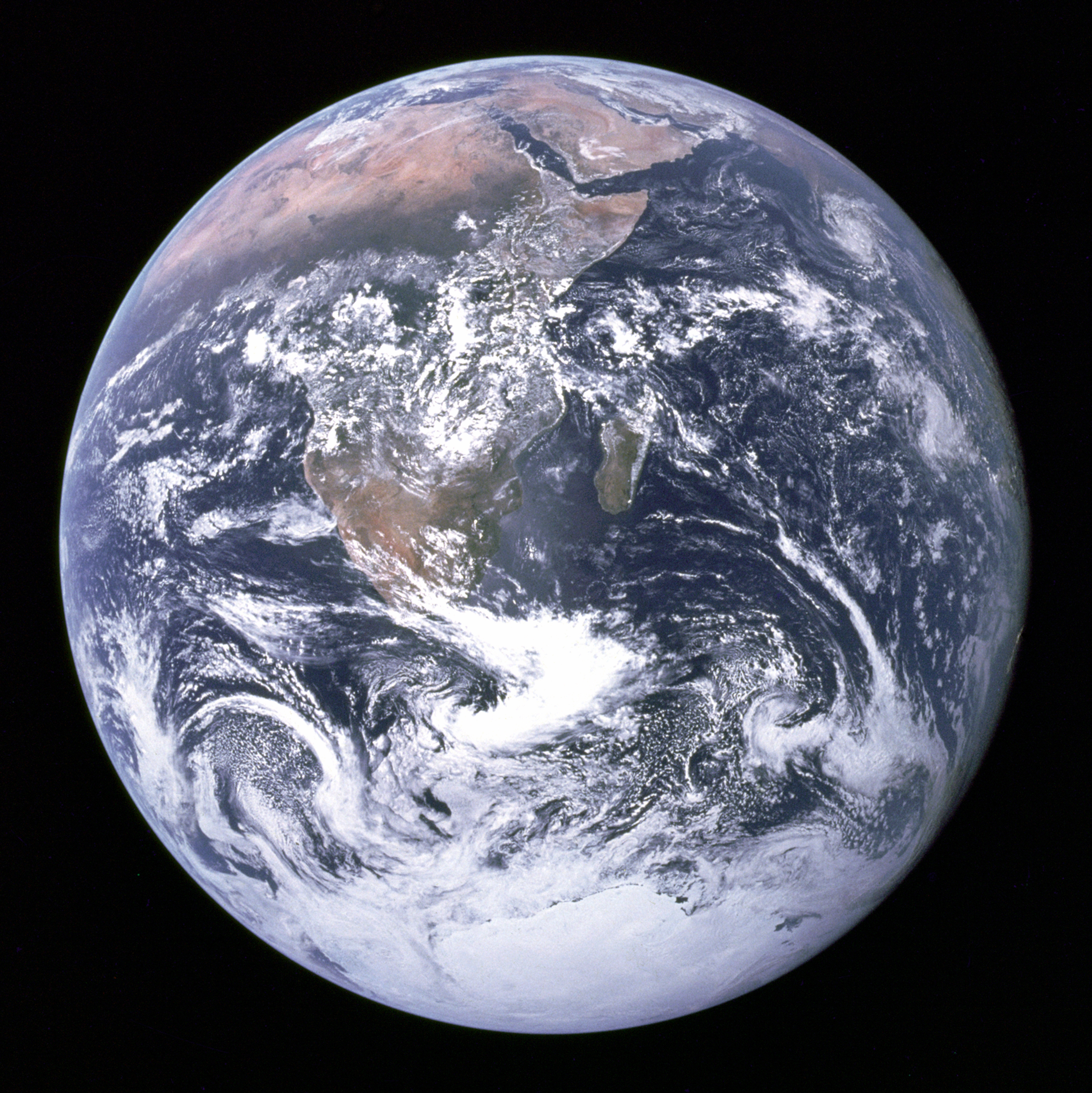
Czy planety przyjazne życiu, takie jak Ziemia, są bardzo rzadkie?

Hipoteza jedynej (rzadkiej) Ziemi (ang. Rare Earth hypothesis) – hipoteza, według której Ziemia i jej otoczenie mają nieprawdopodobnie szczęśliwie dobraną kombinację parametrów astrofizycznych i geologicznych sprzyjającą powstaniu złożonego wielokomórkowego życia. Wszechświat jest na tyle duży, że taka kombinacja parametrów może zdarzyć się w innych miejscach, ale najprawdopodobniej najbliższe takie miejsce jest wiele tysięcy lat świetlnych od Ziemi. Rozwiązywałoby to paradoks Fermiego.
Hipoteza ta stanowi przeciwieństwo zasady kopernikańskiej, z punktu widzenia której Ziemia jest typową skalistą planetą w typowym układzie planetarnym, znajdującym się w przeciętnym regionie dużej, ale zwyczajnej galaktyki spiralnej.

## Przyjazne życiu parametry Ziemi
Hipoteza jedynej Ziemi opiera się na analizie wszystkich parametrów, które umożliwiły powstanie na Ziemi złożonego życia. Najważniejsze z nich to:

### Galaktyczna strefa życia

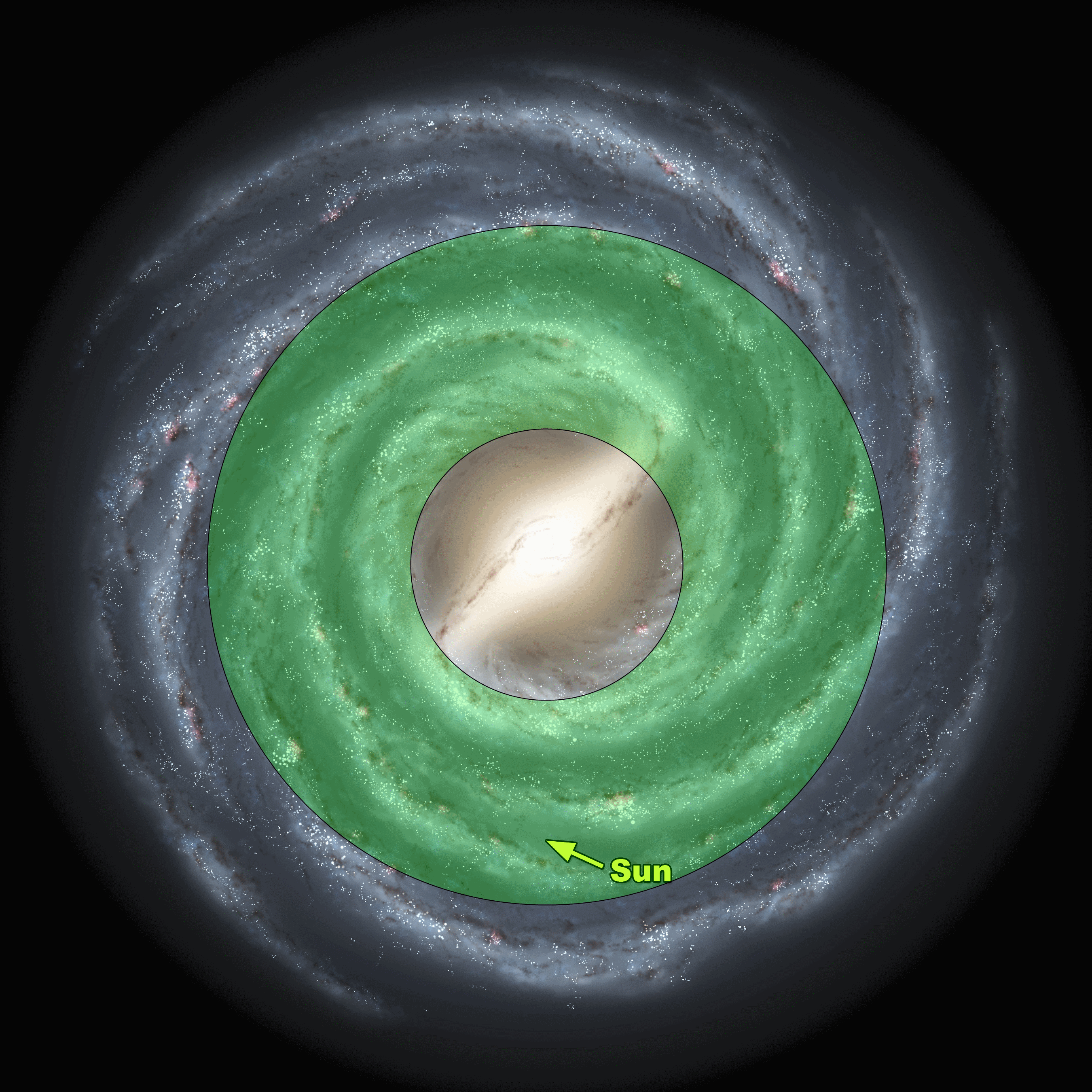
Na obrzeżach galaktyk jest niewiele cięższych pierwiastków, a w centrach jest dużo wysokoenergetycznego promieniowania. W obu tych rejonach powstanie życia może być niemożliwe (ilustracja przedstawia przewidywany zasięg bezpiecznego obszaru w Drodze Mlecznej).

Większość miejsc we Wszechświecie, łącznie z większością Drogi Mlecznej, nie sprzyja powstawaniu życia. W miarę oddalania się od jądra galaktyki:
1. Zmniejsza się zawartość w gwiazdach pierwiastków cięższych od litu (potrzebnych jako budulce planet o stałej powierzchni oraz organizmów).
2. Zmniejsza się natężenie groźnego dla życia promieniowania gamma pochodzącego z okolic czarnej dziury we wnętrzu galaktyki i okolicznych gwiazd neutronowych.
3. Zmniejsza się częstotliwość bliskich wybuchów supernowych.
4. Zmniejsza się prawdopodobieństwo grawitacyjnych zaburzeń torów planet i planetozymali od okolicznych gwiazd, co sprawia, że planety rzadziej są trafiane groźnymi dla życia bolidami bądź wyrzucane z układów planetarnych.

Niedobór metali ogranicza szanse powstania życia na obrzeżach galaktyki, pozostałe punkty utrudniają jego powstanie w jej centrum, w gromadach kulistych i w gęstych partiach ramion galaktyk spiralnych. Pozostaje jedynie pierścień w odpowiedniej odległości od centrum.
Aby życie mogło się rozwinąć, odpowiednie warunki muszą się utrzymać przez wiele milionów lat. Oznacza to, że gwiazda, przy której powstaje, powinna krążyć wokół jądra galaktyki po możliwie najbardziej kołowej orbicie, z dala od niebezpiecznych regionów centrum i ramion galaktyki. Gonzalez (2001) oszacował, że co najwyżej 5% gwiazd Drogi Mlecznej można zaliczyć do tej grupy.
Orbita Słońca wokół centrum Drogi Mlecznej ma rzeczywiście kształt prawie idealnego okręgu, z okresem obiegu 226 milionów lat. Obliczenia Mastersa (2002) wskazują jednak, że Słońce przechodzi przez jedno z ramion galaktyki mniej więcej co 100 milionów lat, co z kolei oznacza, że te zdarzenia wcale nie wykluczają istnienia życia.

### Macierzysta gwiazda odpowiedniego typu

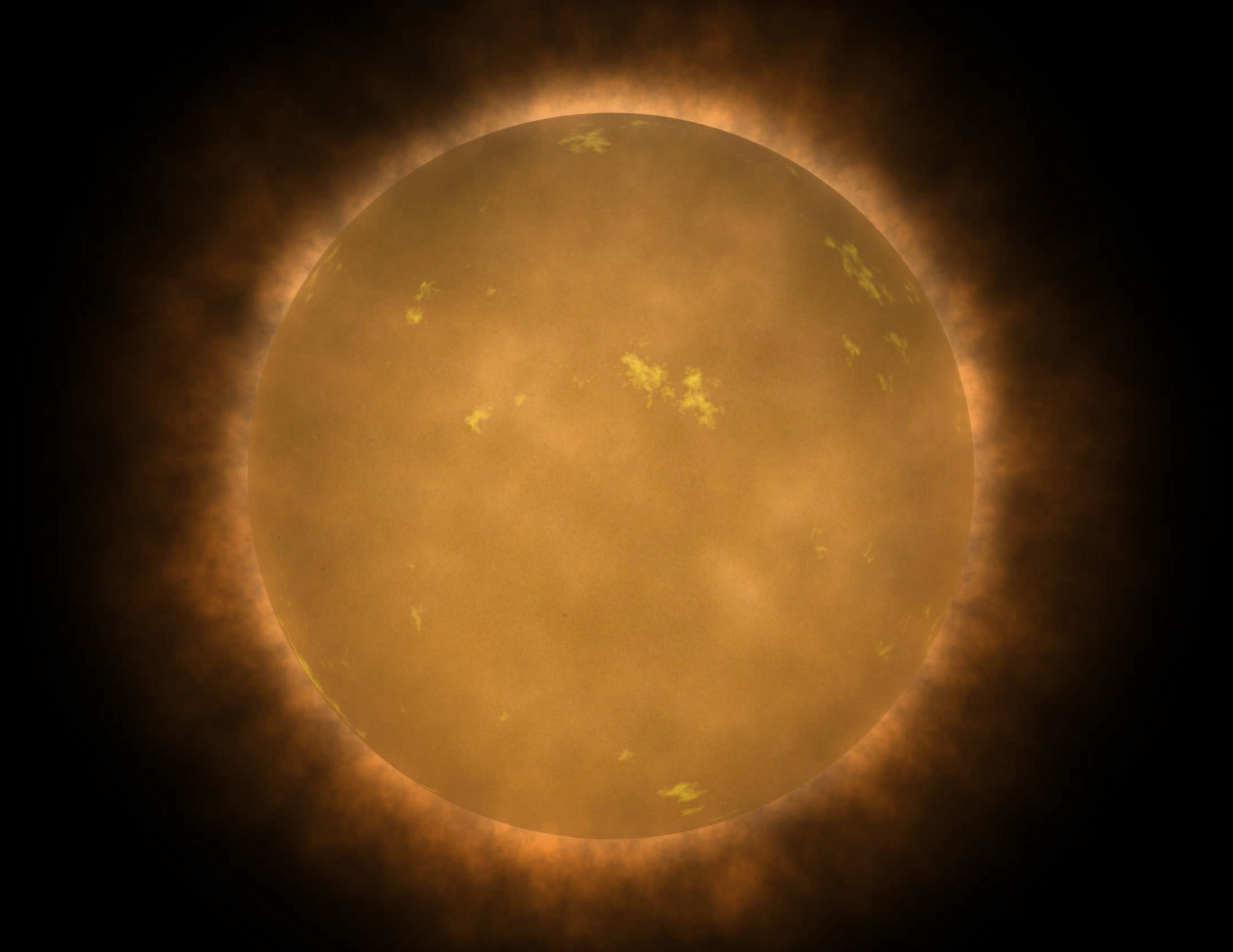
Czerwone karły są znacznie powszechniejsze w Galaktyce niż gwiazdy podobne do Słońca

Większość egzobiologów uznaje, że życie może się rozwinąć tylko wokół gwiazd odpowiedniej wielkości. Duże gwiazdy emitują silne promieniowanie ultrafioletowe, które może wysterylizować odsłoniętą powierzchnię planet. Ponadto duże gwiazdy „wypalają się” w krótszym czasie, nawet rzędu milionów (a nie miliardów) lat, po czym eksplodują jako supernowe i zamieniają się w gwiazdy neutronowe lub czarne dziury. Wszystko to sprawia, że powstanie i przetrwanie życia na planetach krążących wokół nich jest bardzo nieprawdopodobne. Gwiazdy typu widmowego F, jaśniejsze od Słońca i krócej żyjące, wyznaczają zapewne górną granicę mas i jasności gwiazdy centralnej, w pobliżu której może powstać życie.
Jedyne znane nam formy życia – ziemskie – wymagają istnienia wody w stanie ciekłym, w związku z czym temperatury panujące na planecie muszą być odpowiednie. Wyznacza to zakres dopuszczalnych odległości od gwiazdy, tzw. ekosferę. Kasting (1993) oszacował, że dla Słońca strefa ta rozciąga się od 0,95 do 1,15 jednostki astronomicznej. Problem ten ma szczególne znaczenie dla małych gwiazd, czerwonych karłów. W ich przypadku woda może znajdować się tylko na planetach o ciasnych orbitach, na których siły pływowe pochodzące od gwiazdy są wystarczająco silne, żeby zsynchronizować ich rotację z długością roku. W efekcie planeta na takiej orbicie jest zwrócona zawsze tą samą stroną w kierunku gwiazdy (podobnie jak Księżyc jest zwrócony zawsze tą samą stroną do Ziemi). Jedna jej strona jest bardzo gorąca, a druga bardzo zimna. Kwestia możliwości istnienia życia w takiej sytuacji jest bardzo istotna, ponieważ mniejsze od Słońca gwiazdy (typu K i M) stanowią około 90% wszystkich gwiazd. Gwiazdy typu G (takie jak Słońce) stanowią około 5% wszystkich gwiazd.
Dodatkowym ograniczeniem jest obecność pierwiastków cięższych od litu. Bez tego nie mogą istnieć żadne złożone związki chemiczne, a nie znamy innych zjawisk mogących być podstawą życia. Jedynym znanym mechanizmem mogącym stworzyć i rozpowszechnić cięższe pierwiastki są eksplozje supernowych. Badanie widm gwiazd ujawniło, że znaczna część gwiazd jest uboga w takie pierwiastki – w szczególności dotyczy to gwiazd II populacji. Jednocześnie trzeba zaznaczyć, że gwiazdy całkowicie pozbawione takich pierwiastków (III populacji) nie zostały dotąd zaobserwowane. Najwięcej gwiazd o odpowiednim składzie można znaleźć na peryferiach dużych galaktyk spiralnych.

### System planetarny

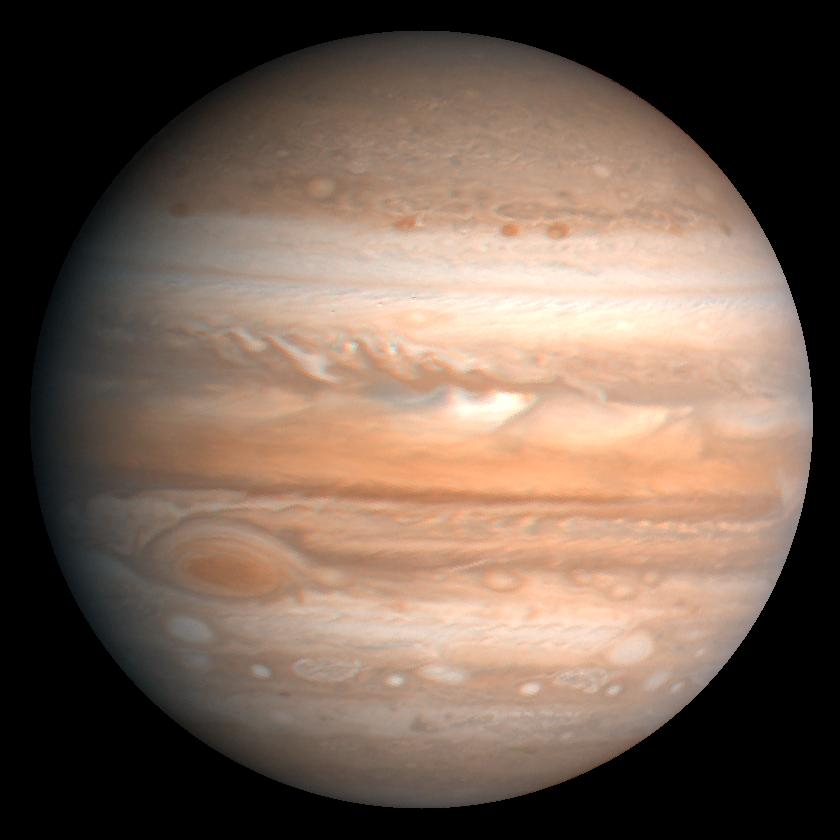
Wpływ Jowisza może zmniejszać liczbę planetoid uderzających w Ziemię

W systemach planetarnych znajduje się wiele komet i planetoid, które prędzej czy później zderzają się z planetami. Takie kolizje mogą być zabójcze dla życia na tych planetach. Niektóre masowe wymierania w historii Ziemi można powiązać z takimi uderzeniami – jednak życie za każdym razem zdołało się odrodzić. Aby je wykluczyć (lub chociaż ograniczyć), w systemie powinny istnieć duże planety w odpowiedniej odległości od gwiazdy, które będą ściągały na siebie większość uderzeń i grawitacyjnie wyrzucały małe obiekty poza system. W Układzie Słonecznym taką rolę pełni Jowisz. Takich planet nie może być jednak zbyt dużo, gdyż destabilizują one również orbity innych planet, zwiększając ryzyko wyrzucenia poza system planety, na której mogłoby rozwinąć się życie.

### Wielkość planety
Zbyt małe planety nie mogą utrzymać grubych atmosfer, izolujących od wpływów zewnętrznych – woda zamarza, paruje albo rozkłada się pod wpływem promieniowania – co wyklucza istnienie niepokrytych warstwą lodu oceanów (por. oceany na Europie; istnienie życia na niej nie jest jednak wykluczone).
Z kolei na planetach skalistych o masie dużo większej od Ziemi, silne ciążenie utrudnia powstawanie gór i kontynentów. Jeśli planeta taka posiadałaby oceany, to z powodu niewielkich różnic wysokości mogłyby one pokrywać całą planetę. Brak odsłoniętych skał wykluczyłby zachodzenie mechanizmu cyrkulacji CO2 (opisanego poniżej).

### Duży księżyc
Posiadanie względnie dużego księżyca wydaje się mało prawdopodobne. W Układzie Słonecznym Ziemia jest pod tym względem wyjątkiem (względnie podobnego satelitę ma jedynie Pluton). Według najprawdopodobniejszej teorii Księżyc powstał w wyniku zderzenia młodej Ziemi z obiektem wielkości Marsa. Ta kolizja odchyliła również oś obrotu Ziemi i nadała jej szybką rotację. Nachylona oś powoduje pory roku, mogące stymulować ewolucję organizmów dostosowanych do takich cyklów. Szybki obrót zmniejsza dzienną wariację temperatur i ułatwia fotosyntezę.
Bez Księżyca pływy morskie wywoływane jedynie przez Słońce byłyby znacznie słabsze. Zmniejszyłoby to znacznie liczbę basenów pływowych, które uważa się za kluczowe dla ewolucji złożonego życia.

### Pole magnetyczne
Magnetosfera chroni ziemską biosferę i atmosferę przed wiatrem słonecznym i promieniowaniem kosmicznym. Jest wytwarzana przez prądy magnetohydrodynamiczne w płynnym żelaznym jądrze Ziemi. Jądro jest utrzymywane w stanie płynnym przez energię rozpadu radioaktywnych pierwiastków o długim czasie połowicznego rozpadu (jak uran-238, tor-232 i potas-40). Ze względu na to, że Wenus i Mars nie posiadają magnetosfer, można wnioskować, że tylko dostatecznie duża planeta (o gorącym wnętrzu) może ją mieć. Merkury jest tu wyjątkiem, jednak jest on pozbawiony atmosfery i ma nietypowo duże jądro.

### Tektonika płyt

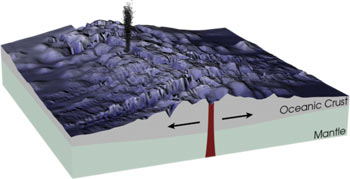
Tektonika płyt pełni istotną rolę w regulacji temperatury na powierzchni Ziemi

Tektonika płyt pełni istotną rolę w regulacji temperatury na powierzchni Ziemi. Przy zbyt małym stężeniu gazów cieplarnianych w atmosferze na Ziemi zapanowałaby epoka lodowcowa. Zbyt duże ich stężenie mogłoby podnieść temperaturę nawet do poziomu, gdy wyparowałyby wszystkie oceany. Ziemia musi więc utrzymywać stężenie tych gazów w odpowiednim przedziale. Głównym gazem cieplarnianym jest dwutlenek węgla (CO2). Rozpuszcza się on w deszczach i łączy się z wapniem w skałach, tworząc węglan wapnia, którego osady ostatecznie trafiają do wnętrza Ziemi w strefach subdukcji. W ten sposób CO2 jest usuwany z atmosfery (wraca po milionach lat m.in. poprzez wulkanizm).
Zwiększenie temperatury powoduje większą ilość deszczów, a co za tym idzie przyspiesza ten proces. W ten sposób tektonika płyt i obecność odsłoniętych skał na powierzchni umożliwia długofalowe sprzężenie zwrotne, utrzymujące w miarę stałe temperatury na powierzchni, nawet wobec zmian jasności Słońca w ciągu miliardów lat.
Choć tektonika płyt najwyraźniej ma pozytywny wpływ na ewolucję życia na Ziemi, jej rola nie jest jeszcze do końca zrozumiana. Częściowo wynika to z braku obiektów, z którymi można by Ziemię porównać: jedynymi obiektami poza Ziemią, na których zaobserwowano argumenty za istnieniem pewnych odpowiedników tektoniki płyt, są Europa i Mars.

### Skład atmosfery
Choć nie wiemy na bazie jakich reakcji chemicznych jest możliwe powstanie życia, niektóre fakty dotyczące atmosfery mogą być wspólne dla wszystkich planet, na których ono się rozwija.
Każda planeta jest narażona na promieniowanie ultrafioletowe, które jest łatwo absorbowane przez większość złożonych związków chemicznych, rozbijając ich wiązania. Na Ziemi większość promieniowania jest absorbowana przez warstwę ozonową. Aby taka powłoka mogła powstać, w atmosferze musi znajdować się dostateczna ilość wody (którą wysokoenergetyczne fotony rozbijają na pierwiastki). Dodatkowo w atmosferze nie może być zbyt wielu związków reagujących z tlenem (jak np. metan). Z drugiej strony sam tlen jest silnie reaktywny i zbyt duże jego stężenie spowodowałoby utlenienie wszystkich złożonych związków na powierzchni – powinien być rozcieńczony gazami obojętnymi (np. azotem).

### „Kopniaki” ewolucyjne
Nawet spełnienie wszystkich powyższych warunków nie gwarantuje jeszcze ewolucji życia. Na Ziemi pierwsze bakterie pojawiły się prawdopodobnie około 3,8 miliarda lat temu. Wedle obecnej wiedzy przez kolejne 3,2 miliarda lat nie wyewoluowały one w nic bardziej skomplikowanego, a w każdym razie nie wytworzyły szkieletów. Jeśli życie po wypełnieniu wszystkich nisz ekologicznych nie ma powodu, żeby dalej ewoluować, to jego ewolucja może zachodzić bardzo powoli. Sytuację mogą zmienić impulsy w postaci masowych wymierań, opróżniających dotychczas zajęte nisze: uderzenia dużych planetoid, bliskie supernowe, rozbłyski gamma w Drodze Mlecznej, gwałtowne zmiany jasności gwiazdy macierzystej czy pola magnetycznego. Takie wydarzenia stanowią jednak ryzyko całkowitego zniszczenia biosfery i trudno ocenić, na ile przetrwanie złożonego życia na Ziemi jest efektem szczęśliwych zbiegów okoliczności.

## Życie jednokomórkowe
Hipoteza jedynej Ziemi rozważa warunki niezbędne do powstania złożonego życia. Organizmy jednokomórkowe mogą być znacznie bardziej rozpowszechnione. W szczególności wskazuje na to odkrycie ekstremofili, żyjących w bardzo wysokich lub bardzo niskich temperaturach, bez dostępu do światła, pod wysokim ciśnieniem i w bardzo zasolonych lub kwaśnych wodach. Dowody kopalne wskazują, że bakterie takie istniały już 3,5 miliarda lat temu, co sugeruje, że pojawiały się niedługo po tym, gdy powstały odpowiednie warunki. We Wszechświecie może istnieć bardzo wiele miejsc, gdzie mogłyby się one rozwijać. Szacunki ilościowe są na obecnym etapie wiedzy bardzo niepewne (patrz równanie Drake’a), ale wedle hipotezy jedynej Ziemi na jedną planetę zawierającą złożone życie przypadałyby dziesiątki tysięcy planet zamieszkanych jedynie przez jednokomórkowce.

## Krytyka
Krytycy hipotezy rzadkiej Ziemi wskazują na rosnącą liczbę faktów wskazujących, że Wszechświat jako taki jest przyjazny życiu. W tym kontekście wymienia się mnogość planet pozasłonecznych (w tym planet skalistych krążących w ekosferach), możliwość przenoszenia drobnoustrojów z planety na planetę (panspermia), jak również szybkie pojawienie się życia na Ziemi (gdy tylko zaistniała taka możliwość). Oprócz tego, zarzucają autorom hipotezy zbyt wąskie definiowanie warunków niezbędnych dla powstania życia, gdyż może ono powstać nawet w warunkach zupełnie niepodobnych do ziemskich (np. życie oparte na metanie czy etanie mogłoby powstać na planetach, których średnia temperatura wynosi ok. -160 stopni Celsjusza).
Niektórzy naukowcy argumentują ponadto, że przekonanie o wyjątkowości Ziemi jest zakorzenione w koncepcji inteligentnego projektu lub jest przykładem rozumowania typu post hoc ergo propter hoc.